# Joseph Heath
Joseph Heath (* 1967) ist ein kanadischer Professor für Philosophie an der University of Toronto. Heath hat sich vor allem durch seine Kritik an der Gegenkultur im Sinne von Kalle Lasn, Naomi Klein und George Ritzer einen Namen gemacht. In Deutschland ist Heath noch relativ unbekannt, da bislang nur eines seiner Werke übersetzt wurde. In den USA und in Kanada ist er allerdings als Kritiker der linken Alternative bekannt. Heute lebt er in Toronto. 2013 wurde er zum Mitglied der Royal Society of Canada gewählt.